# Nacionalni park Šar-planina
Nacionalni park Šar-planina se nalazi na Kosovu. Osnovan je 1986. godine i površina nacionalnog parka je 39 000 hektara. 
Strogi prirodni rezervati u parku:
- Mješovite listopadne šume i kamenjari u klisuri Rusenice - stanište balkanskog risa (Lunx Lunx Bacanicus);
- Popovo prase - čiste ili mješovite šume munike;
- Ošljak - šume munike, žbunaste zajednice bora krivulja, čiste smrčeve šume;
- Golem bor - očuvane stare šume munike.

Biogeografski i ekološki, nacionalni park Šar planine predstavlja jedno od najvažnijih zaštićenih područja u središnjem Balkanu. Tu se može naći više od 1500 vaskularnih biljnih vrsta, od čega je oko 20% endema i relikata Balkana. Vegetacija i ekosustavi su vrlo raznoliki, od submediteranskih zajednica u podnožju planine, subalpskih šuma endemskog balkanskog bora (Pinus heldfreichii) i molike (P. peuce) do najviših vrhova planina pokrivenih različitim grmolikim i travnatim zajednica na silikatnim, vapnenčkim i serpentinskim podlogama. 
Također je fauna, pogotovo ornitofauna, najbogatija brojnim rijetkim vrstama na cijelom Balkanskom poluotoku. Sa 147 vrsta leptira, Šar-planina je najbogatije područje Europe, a s preko 200 vrsta ptica (orao bradan, bjeloglavi sup, suri orao, tetrijeb), ona je stječište 60% ornitofaune Srbije. Na nepreglednim prostranstvima Šar-planine, mogu se vidjeti endemične i reliktne vrste sitnih glodavaca, kao što su dinarska voluharica, kuna zlatica, kuna bjelica, vidra, ali i divlja mačka, ris, medvjed i divokoza.
S brojnim ledenjačkim jezerima i raznovrsnim oblicima glacijalnog reljefa, Šar-planina predstavlja pravi muzej glacijalnog reljefa pod otvorenim nebom.
Bogato kulturno-povijesno nasljeđe predstavljaju 34 srednjovjekovne crkve i samostani, poput manastira Sv. Petra Koriškog iz 13. stoljeća i manastira Sv. Arhangela iz 15. stoljeća nadomak Prizrena, a turistima je na raspolaganju i ski-centar na Brezovici.
Dana 18. ožujka 2002. godine Republika Srbija je nominirala Nacionalni park Šar planine za upis na UNESCO-ov popis mjesta svjetske baštine u Europi.